# Пустошинское сельское поселение
Пустошинское сельское поселение или муниципальное образование «Пустошинское» — упразднённое муниципальное образование со статусом сельского поселения в составе Приморского муниципального района Архангельской области Российской Федерации.
Соответствует административно-территориальной единице в Приморском районе — Пустошинскому сельсовету.
Административный центр находился в деревне Одиночка.

## География
Сельское поселение находилось к западу от соломбальского острова Хабарка города Архангельск и к востоку от Вознесенского сельского поселения, на островах дельты Северной Двины.

## История
Муниципальное образование было образовано в 2006 году.
В 2015 году муниципальное образование было упразднено путём объединения Вознесенского, Пустошинского и Ластольского сельских поселений в одно муниципальное образование Островное сельское поселение с административным центром в селе Вознесенье.
В 1900 году из Вознесенской волости 2 стана выделена Пустошинско-Амосовская волость того же стана.
В 1924 году был образован Пустошинский сельский Совет рабочих, крестьянских и красноармейских депутатов Подгородней волости Архангельского уезда Архангельской губернии. С 1955 года — Пустошинский сельский Совет Приморского района Архангельской области с центром в деревне Одиночка.

## Население
| 2007 | 2010 | 2011 | 2012 | 2013 | 2014 | 2015 |
| ---- | ---- | ---- | ---- | ---- | ---- | ---- |
| 677  | ↘539 | ↘538 | ↘514 | ↘494 | →494 | ↘486 |

Численность населения — 538 человек (на 1.01.2011). По данным Всероссийской переписи 2010 года в поселении проживало 539 человек. В 2005 году было 747 человек. В 1929 году было 2218 человек.

## Административное деление
В состав Пустошинского сельского поселения входили деревни:
- Выселки, деревня
- Залахотье, деревня
- Кавкола, деревня
- Кальчино, деревня
- Острова, деревня
- Одиночка, деревня
- Пески, деревня
- Пустошь, деревня
- Хвосты, деревня
- Чекоминка, деревня